# 螢の宿
『螢の宿』（ほたるのやど）は、松本零士による日本の漫画作品。1974年2月23日号から12月28日号にかけて『別冊漫画アクション』（双葉社）で連載された。

## 概要
松本零士の70年代の代表作『元祖大四畳半大物語』や『男おいどん』に代表される、眼鏡をかけた九州男児の奮闘劇を、明治時代に置き換えた“四畳半もの”の派生作品である。基本的に一話完結だが、エピソードを跨いで同一ゲストキャラが出てきたり、主人公が前エピソードの事件に言及するなど緩やかな縦軸の繋がりはある。
完結から4年後に発売された単行本は、「鬼才・松本零士が描く大メルヘン・ポルノ」と題して17話分が収録されたが、『タマ螢 真昼の川開き』、『自活妾 夜の立売り』、『目から火花 口から吐息』の3話が収録漏れとなっているため、完全版とは言い難い。

## あらすじ
明治維新による世の動乱も治まった明治6年の夜。雪が降り積もる新潟県の一軒家に棲む雪枝と夫、雪枝の妹・深雪の3人は、庭先で雪に埋もれて眠っている若者を見つけた。身体が冷えきって凍死しそうな若者を助けようと五右衛門風呂に放り込むが、意識がないため湯の底に沈んでしまう。雪枝は妹に一緒に風呂へ入るよう促し、大事なところは口で温めろと耳打ちした。
湯船で我にかえった若者は、女性の口淫を受けている状況に慌てるものの、「いいのよ」と囁く深雪の口の中に射精する。九州出身の若者は足立太志と名乗り、東京を目指している旅の途中に、どういうわけか新潟に迷ってしまったらしい。雪枝の夫は、深雪と結婚してここで百姓をしないかと引き留めるが、東京で身を立てたいという足立の決意は固かった。
東京へ辿り着いた足立は不審者として警察官に追われ、若い夜鷹の女とその父親に匿われたり、アメリカ人の女で金儲けをしている生臭坊主と出会って新聞記者を始めるなど様々な体験をする。強姦された女性を助けようと負傷した足立は被害女性の父親に拾われ、その男の命を狙っていた刀剣愛好家から、長屋の一室を譲ってもらうこととなった。
古びた長屋の四畳半部屋に落ち着いた足立は、職を転々としながらそれなりに安定した生活を送る。ある日、足立は殺鼠剤の人体実験をする製薬工場に監禁されるが、かつて東北で助けてくれた深雪とそこで再会した。長屋住人の仲間の協力を経て危機を脱した足立に、深雪は別れを告げて田舎へと帰って行くのだった。

## 登場人物
足立大志（あだち ふとし）
本作の主人公。大志を胸に東京へ出ようと、故郷の九州を旅立った男子学生。近眼のため眼鏡をかけており、「おいどん」「ばってん」といった九州弁を話す。容姿は『元祖大四畳半大物語』の主人公・足立太（あだち ふとし）とほぼ同一。東京を目指す道中で東北へ向かってしまい、雪の中で行き倒れになっていたところを、双子の美人姉妹とその夫によって命を救われた。
東京に来てからは、身ぐるみを剥がされたり槍で刺されたりと散々な目に遭うも、その度に誰かに助けてもらっている。仕事は短期間ながら、新聞屋の記者、医師のもとで人骨運び、屋台うどんなどをフリーターのように転々としている。
年齢相応に性欲は盛んで、女性から迫られれば拒まず、性交の機会あらば積極的に挑む。金髪のアメリカ人女性を抱いたあとで、「おいどんのナニを体内に溜めたまま」と話しているほか、自分の愛人を足立に抱かせた男性が、女性の中で果てる時の足立が声をあげなかったと指摘しているため、性交時は膣内で射精を終えていることが伺われる。性交中の勃起中の陰茎を見たアメリカ人の男女の反応から、相当な巨根の持ち主である。
長らく定住先が見つからず放浪していたが、とある騒動で関わった刀剣愛好家から長屋の部屋を譲ってもらい、四畳半部屋住まいとなった。
雪枝（ゆきえ）
周囲に民家がないような東北地方の一軒家に、自分の夫と双子の妹と一緒に暮らしている20代ぐらいの細身の美女。夫と性交中の夜更けに、妹の悲鳴を聞きつけ、庭で行き倒れになっている足立を発見した。若い男性を見かけない土地にいるため、妹の深雪が足立を欲していることに気付き、彼と性行為が出来るよう手引きする。夫が自分たち双子を見間違えることから、着物をめくりあげ、精液が溢れ出ている性器を夫に見せつけることもする。
深雪（みゆき）
雪枝の双子の妹。凍死寸前で意識のない足立を介抱すべく、入浴を共にした。姉の夫とも、姉公認の性関係を持っている。足立を尺八で射精させたあと、もしも東京の女郎屋で自分と会ったら同じことをさせて欲しいと語り、母の形見の懐剣を授けた。後々東京で偶然再会した足立の布団に潜り込み、尺八で勃起させた彼に跨って性器の挿入を果たす。時々自分のことを思い出してくれれば満足だと言い残し、故郷に帰って行った。
渡羽下斉 盛高（とばげさい もりたか）
蘭学を治めた元・医師の中年男性。戦死者の遺体から近代医学を学ぼうと戦地へ行ったが、銃弾を全身に浴びたことで鉛中毒となり、東京へ戻ってからは病床に伏している。夜鷹をしている娘の千代が、未来ある若者に性病を移すといけないからと、性器の挿入と尺八を禁じた常識的な善人。家に踏み込んできた警察官と口論の末に刺し違えて死亡。
千代（ちよ）
盛高の娘。父が寝たきりのため、夜鷹の稼ぎで生計を立てている若い美女。川に落下した全裸の足立を連れ帰って介抱し、布団に寝かせた足立の男根を両手で愛撫し続けた。夜鷹の取り締まりに来た警察官を欺くため、出戻と性交中の夫婦を演じるつもりが、両者とも我慢できず本当に性交を遂げてしまう。もしも性病の症状が出たら病院へ行くよう出戻に言い含め、彼を家から送り出した後、父の遺体の傍で自害する。
佐渡広海
元は寺の住職だった坊主頭の男。外国船で寄港した好色なアメリカ人女性を客に、白人向けホストクラブで稼いでいる。日本男児の性器を試したい毛唐の女の人助けをしているとのこと。警官の手が迫ったことから、足立を連れて寺から逃亡。足立とともに新聞社を興すが、猥褻な記事ばかり載せていたため、警察に目を付けられて短期間で夜逃げした。
館 聖子とその妹
不動産屋で紹介された足立が向かった屋敷の主が、館 聖子と名乗る美女。足立を部屋に通してすぐ性的な誘いに出る聖子の正体は、女装した男性だった。恐怖の悲鳴をあげて逃げ出す足立に、月々のわずかな家賃が頼りなので出て行かないでと懇願する妹は、「私は女だから安心して」と足立の男根を咥える。裸になった妹に挿入した足立は、女性と確信できる感触に包まれながら射精。あれは確かに女だったと、気持ち良さと満足感に浸るが、翌朝屋敷から出て行く際、裸でくつろいでる妹が男性と知りショックを受ける。
ヘンリー
テキサス出身のアメリカ人男性。愛人のチャタレイ夫人と草むらの中で野外性交中、行為を覗いていた足立と出会い、片言の日本語で「テキサス・エロタイムズ」に勤務するジャーナリストと名乗る。日本人の性交を記事にしたいと、チャタレイ夫人と交わるよう足立に求め、フェラチオ、クンニリングス、シックスナインなどを2人にやらせて「日本性交見聞記」と題した原稿を書く。夫人の中に挿入している足立の男根を「Hard And Long」と表現している。
チャタレイ夫人
外国人と結婚した美しい日本人女性で、夫が出張中のためヘンリーと不倫中。ヘンリーの求めで足立とセックスすることになる。行為中の2人を見ながら書いたヘンリーの手記によると、彼女は性交中に12回取り乱し、足立から射精されている最中に大声をあげたとのこと。性交を終えた彼女は、夫のいるアフリカに行くため、日本人との行為はこれが最後になるから良い思い出になったと、足立に礼を述べた。
鉄野鉄金
鉄砲製造の工場を経営する金持ちの中年男。強姦された娘を助けたばかりに負傷した足立を救出し、手厚い介護をした。芸者だった妻の連れ子である娘とは肉体関係にある。この時代には不要になりつつあった日本刀を集めて溶かし、鉄砲の原料にしていたことが刀剣愛好家たちの怒りを買い、娘ともども殺された。
長屋のおっさん
長屋の四畳半部屋に住むことになった足立の隣人。部屋ではふんどし一枚の半裸で過ごす中年男性。自身を接骨医と名乗り、出戻の曲がった足首を気合と共にもとに戻した。連載後半は、長屋の住人としてセミレギュラー扱いで出ている。

## 書誌情報
- ACTION COMICS（双葉社）[11]　全1巻（1978年3月5日初版発行）